# کمک‌هزینه روزانه پرسنل (پول توجیبی روزانه)
کمک هزینه روزانه پرسنل یا خرج روزانه پرسنل (لاتین برای "روزانه" یا "هر روز") یک مقدار مشخصی از پولی است که یک سازمان به یک فرد که اغلب از پرسنلش هستند می‌دهد تا به صورت روزانه برای هزینه‌های زندگی در هنگام سفر کاری او را پوشش دهد.
کمک هزینه روزانه می‌تواند شامل تمام یا قسمتی از هزینه‌های متحمل شده پرنسل در سفر گردد به عنوان مثال ممکن است برای مسکن (که در این مرود ممکن است برای بازپرداخت رسید ارائه گردد) یا وعده‌های غذایی به وی اختصاص یابد. این کمک هزینه به خصوص مربوط به مأموریتهایی است که با وسایل نقلیه موتوری به مقاصد دور صورت می‌پذیرد و اغلب با یک نرخ تعیین شده معین در مسیر معین پرداخت می‌گردد.